# جوهر (فیلم)
جوهر (انگلیسی: Juice) فیلمی در ژانر جنایی و درام به کارگردانی ارنست دیکرسون است که در سال ۱۹۹۲ منتشر شد.

## بازیگران
- توپاک شکور
- عمر اپس
- وینسنت لارسکا
- ساموئل ال. جکسون
- کویین لطیفه
- دکتر دره
- جورج او گور، دوم